# ヨコハマから日本を変える会
ヨコハマから日本を変える会（ヨコハマからにっぽんをかえるかい）は、かつて横浜市に存在していた政治団体。略称はヨコハマ会。

## 概要
2002年9月、同年3月の横浜市長選に中田宏を擁立し当選させた佐藤謙一郎が中心となり設立された。設立時の構成メンバーは、横浜市会に2つある民主党会派のうち旧新進党（旧民社党）系会派「民主党・横浜みらい」所属の市議が中核をなしている。
前述の市長選において、民主党の4選禁止方針を無視して現職の高秀秀信を擁立した民主党神奈川県連と首藤信彦および高秀支持の一部役員が密室で、首藤の私設秘書を新人候補として都筑区に擁立した。組織ぐるみの非民主的な決定に異議を唱え民主党神奈川県第7区総支部幹事長も辞任し、敢えて2003年の市議選に飯沢清人は民主党公認を返上してヨコハマ会公認で出馬する決意を固めた。この行動に同調する議員も現れ、ヨコハマ会は現職・新人あわせ多数の候補を擁立し8人が当選した。
会派は当初「民主党・横浜みらい」に所属していたが、後に「民主党横浜市議団」と合流し新会派「民主党ヨコハマ会」を結成。2007年の市議選後、中田市政の改革や議会改革をめぐる見解の相違が解消されないことが判明。再びヨコハマ会所属議員を構成メンバーに加えた民主党ヨコハマ会として民主党市議団と別行動をとることとなった。その過程で一部ヨコハマ会議員が民主党に入党して民主党市議団のメンバーとなった。
2010年3月末日付けで「民主党ヨコハマ会」を解散し、翌4月1日付けで「民主クラブ横浜市会議員団」および「ヨコハマ会議市会議員団」を新たに結成した。
2013年3月末をもって政治団体を解散。市会の会派については今後検討するとしている。